# Kleurenkiezer

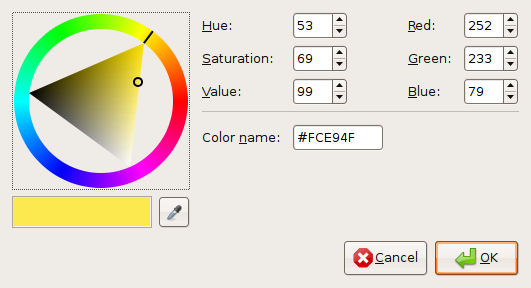
Screenshot van de GTK color picker.

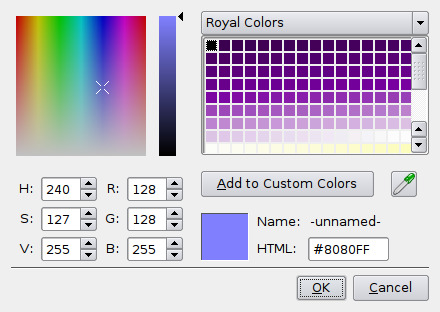
Screenshot van de Qt color picker.

Een kleurenkiezer, kleurentool, color tool of color picker is een hulpprogramma dat meestal in een grafisch programma aanwezig is of online wordt gebruikt om kleuren mee te kiezen. Er zijn zelfstandige programma's waarmee de kleur van een pixel in een gekozen bestand met een afbeelding kan worden bepaald. Veel van deze grafische hulpmiddelen staan op het World Wide Web. Het werken met RGB en HSL en de conversie ertussen, met een aantal verschillende kleurenschema's is meestal mogelijk. Elke kleur wordt voorgesteld als een uniek nummer. In veel gevallen is het een 24-bit hexadecimaal getal, bijvoorbeeld #FF0000 in HTML en in veel grafische editors is rood. Het nummer van een gekozen kleur in het geval van een externe applicatie kan naar het klembord worden gekopieerd en daarna waar het nodig is weer worden geplakt.
Een kleurentool wordt gebruikt om kleurwaarden te bekijken en te testen. Gebruikers kunnen in de grafische vormgeving en de beeldbewerking meestal met een interface kleuren kiezen en daarbij tint, helderheid en verzadiging instellen of bepalen. Het kan eventueel door met de hand de alfanumerieke code van een kleur op te geven, maar het kiezen van een kleur gaat met de genoemde hulpmiddelen efficiënter. Kleuren, die op elkaar lijken, worden zoals in een kleurencirkel, naast elkaar weergegeven. Kleurtools kunnen variëren in hun interface. Sommigen werken met behulp van schuifbalken, knoppen en tekstvakken voor kleurwaarden. Vaak worden de kleuren in een vierkant weergegeven om een bereik van kleurwaarden te laten zien, waarbij tint, helderheid en verzadiging kunnen worden bepaald. Slepen en neerzetten, kleurendruppelaars en diverse andere hulpmiddelen komen voor. 